# محمود بهزاد
محمود بهزاد (۲۲ اسفند ۱۲۹۲ در رشت – ۸ شهریور ۱۳۸۶) مترجم، مؤلف و زیست‌شناس ایرانی بود. او را پدر زیست‌شناسی مدرن ایران می‌دانند.

## دوران کودکی و جوانی
پدرش جواهرساز بود. چون جواهرات را به سبک فرنگی می‌ساخت، او را مشهدی علی فرنگی ساز خطاب می‌کردند و مادر وی معلم شاهنامه بود. تحصیلات دوره ابتدایی و متوسطه را در رشت گذراند و جزء اولین دیپلمه‌های گیلان بود. سپس به دانشسرای عالی راه یافت و در سال۱۳۱۴ در رشته علوم طبیعی و تربیتی فارغ‌التحصیل شد. پس از اتمام خدمت نظام وظیفه رهسپار کرمانشاه شد و به مدت ۵ سال در آن استان ماند و سپس به رشت مراجعت کرد. به دلیل آشنایی کامل با زبان فرانسوی و مطالعات مداوم، کتاب «داروین چه می‌گوید؟» را به سال ۱۳۲۲ تألیف و کتاب «راز وراثت» اثر ژان روستان را در سال ۱۳۲۳ ترجمه کرد.

## تحصیلات و فعالیت‌های علمی
در سال ۱۳۲۴ با توجه به علاقهٔ زیادی که به زیست شیمی داشت، به موازات تدریس در دبیرستان البرز تهران در دانشکدهٔ داروسازی ثبت نام کرد و در سال ۱۳۲۸ با اخذ مدرک دکترای داروسازی، فعالیت خود را در تهیهٔ کتاب‌های درسی و کمک درسی متمرکز ساخت. وی به سه زبان فرانسه، انگلیسی و آلمانی آشنایی داشت. در سال ۱۳۳۹ با ترجمهٔ کتاب سرگذشت زمین تألیف جورج گاموف وی برنده جایزه سلطنتی شد. ترجمهٔ کتاب «روانشناسی فیزیولوژیک» که در سال ۱۳۴۸ انتشار یافت، موجب شد برای تدریس روانشناسی فیزیولوژیک به دانشگاه تهران دعوت شود. از آن پس در دانشگاه تهران، دانشسرای عالی و مدرسه عالی دختران به تدریس زیست‌شناسی و روانشناسی فیزیولوژیک پرداخت. وی از سال ۱۳۳۹ به مدت ۱۵ سال در دبیرستان رازی علوم طبیعی را به زبان فرانسوی تدریس کرد. او یکی از فعال‌ترین مترجمان علمی ایران محسوب می‌شود که از مهمترین ترجمه‌هایش می‌توان به ترجمه آثار چارلز داروین و ریچارد داوکینز و آثار غیر داستانی ایزاک آسیموف اشاره کرد.
در سال ۱۳۴۱ مأمور تأسیس سازمان کتاب‌های درسی شد و مدت دو سال ریاست این سازمان را به عهده داشت. با تلاش او همهٔ کتاب‌های درسی ایران (از دورهٔ ابتدایی تا پایان دورهٔ متوسطه) تدوین و تألیف شد و با رسم‌الخط واحدی به چاپ رسید. در سال ۱۳۶۰ به زادگاه خود بازگشت و همکاری خود را با انجمن داروسازان گیلان آغاز کرد و با بیش از ۶۰ سال تدریس در زمینه‌های مختلف زیست‌شناسی، فیزیولوژی و ژنتیک به عنوان «پدر زیست‌شناسی نوین ایران» معروف شد. بهزاد پرکارترین نویسنده و مترجم کتاب‌های علمی در ایران است. تعداد تالیف‌ها و ترجمه‌های او به ۹۸ جلد کتاب می‌رسد که ۶۳ کتاب را به تنهایی و ۳۵ کتاب دیگر را به یاری همکاران دانشمند خود تألیف و ترجمه کرده‌است. آثار او عموماً مورد استقبال و توجه دانش پژوهان، دانشجویان و دانش آموزان قرار گرفته و برخی از تالیف‌ها و ترجمه‌های وی همانند «داروینیسم و تکامل» اکنون به چاپ دهم رسیده‌است. اغلب آثار استاد بهزاد توسط ناشران معتبر همانند بنگاه ترجمه و نشر کتاب، شرکت سهامی کتاب‌های جیبی، امیرکبیر، خوارزمی، نیل، کتاب فروشی مرکزی و نیز انتشارات دانشگاه‌ها چاپ و منتشر شده‌است. علاوه بر آثاری که نام برده شد و نیز کتاب‌هایی که با همکاری دیگر استادان منتشر ساخته، صدها مقاله در زمینه‌های مختلف از وی به چاپ رسیده‌است. تا روزهای پایانی عمر نیز با همکاری انجمن داروسازان، مجلهٔ «حکمت» حاوی آخرین اطلاعات پزشکی و داروسازی را در رشت منتشر می‌کرد.

## درگذشت
بهزاد، پنجشنبه ۸ شهریور ۱۳۸۶ در سن ۹۳ سالگی به دنبال بیماری سرطان معده در رشت درگذشت.

## یادمان
در بهمن ماه سال ۱۳۹۵ از سردیس ایشان در گیلان رونمایی شد.

## آثار

### تالیفات
- بیولوژی برای همه
- آیا به راستی انسان زاده میمون است؟ (چاپ ۴)
- بدن من (چاپ ۲)
- علوم سال سوم دبستان‌های کشور
- علوم سال چهارم دبستان‌های کشور
- نکاتی چند دربارهٔ ژنتیک (چاپ ۲)
- نکاتی چند دربارهٔ فیزیولوژی عمومی
- نکاتی چند دربارهٔ فیزیولوژی اعصاب و غدد داخلی (چاپ ۲)
- نکاتی چند دربارهٔ زیست‌شناسی (چاپ ۲)
- نکاتی چند دربارهٔ روانشناسی فیزیولوژیک
- داروینیسم و تکامل (چاپ ۹)
- گیاه‌شناسی برای سال ششم طبیعی
- علم (چاپ ۴)
- روانشناسی حیوانی
- تئوری تکامل و روانشناسی (چاپ ۲)
- مغز آدمی از دیدگاه روانشناسی، جانورشناسی (در ۱۶ جلد)
- قانون جنگل
- ابعاد انسانی نوع آدمی
- بیوتکنولوژی

### تالیفات با همکاری دیگران
- علوم سال اول راهنمایی
- علوم سال دوم راهنمایی
- علوم سال سوم راهنمایی

دوره کامل علوم طبیعی برای دبیرستان‌ها (۱۱ جلد)

### ترجمه
- راز وراثت (چاپ ۲)
- قرن داروین (چاپ ۲)
- اسرار مغز آدمی (چاپ ۲)
- هشت گناه بزرگ انسان متمدن (با فرامرز بهزاد)
- تن آدم (چاپ ۲)
- علم وراثت
- رمز تکوین
- اسرار بدن زندگی ما به چه موادی بسته‌است
- حیات و انرژی
- بیوگرافی پیش از تولد (چاپ ۲)
- فقط یک تریلیون
- روانشناسی فیزیولوژیک (چاپ ۲)
- جهان از چه ساخته شده‌است
- سرگذشت زمین (چاپ ۴)
- جهان چگونه آغاز شد
- شناخت حیات
- زندگی گیاهی - سرچشمهٔ زندگی (چاپ ۲)
- سرگذشت زیست‌شناسی
- زیست‌شناسی BSCS محدودیت‌های رشد (چاپ ۲)
- زمین در خطر (چاپ ۳)
- تکامل (سری طلایی)
- گیاه‌شناسی (سری طلایی)
- کانیهای جهان (سری طلایی)
- وراثت و طبیعت آدمی
- پاولف
- آیا به راستی مردان برتر از زنان اند؟
- جهان در سراشیبی سقوط
- دانشنامهٔ عمومی (جهان جانداران)
- شور هستی زندگی‌نامه داروین
- راز تندرستی
- آلرژی (زیر چاپ)
- آسم (زیر چاپ)
- درس نامه پزشکی پیشگیری و پزشکی اجتماعی ویرایش ۱۴ (ترجمه و ویرایش)
- زمینه روانشناسی هیلگارد (ویرایش ۱۴)-آخرین کار ترجمهٔ دکتر بهزاد که در اردیبهشت ۱۳۸۶ چاپ شد.
- ساعت‌ساز نابینا (ترجمه دکتر محمود بهزاد و شهلا باقری)